# Domaine de Malagar
Le domaine de Malagar est une propriété située à Saint-Maixant dans le département de la Gironde en France. L'histoire de Malagar est intimement liée à l'écrivain François Mauriac (1885-1970) pour qui Malagar fut une demeure familiale. Donné à la région Nouvelle-Aquitaine en 1985, le domaine accueille depuis 1986 l'association du Centre François-Mauriac de Malagar.

## Localisation
Le domaine situé au nord-est du bourg de Saint-Maixant est sur les hauteurs de la commune, le long de la route départementale D19 qui relie Langon au sud à Verdelais au nord-ouest.

## Historique
Le « domaine de Malagarre » (signifiant « mauvaise garenne ») a été une ancienne propriété des Célestins de Verdelais, vendue à la Révolution française comme Bien National en 1792. Le domaine viticole est devenu la propriété de la famille Mauriac en 1843 lorsque Jean Mauriac, l'arrière-grand-père de François Mauriac, s'en est rendu acquéreur pour ses terres et son vignoble de 20 hectares. L'écrivain est devenu à son tour propriétaire de Malagar en 1927. Ce domaine a été pour lui une maison de famille et un lieu d'inspiration où il avait l'habitude de séjourner chaque année.

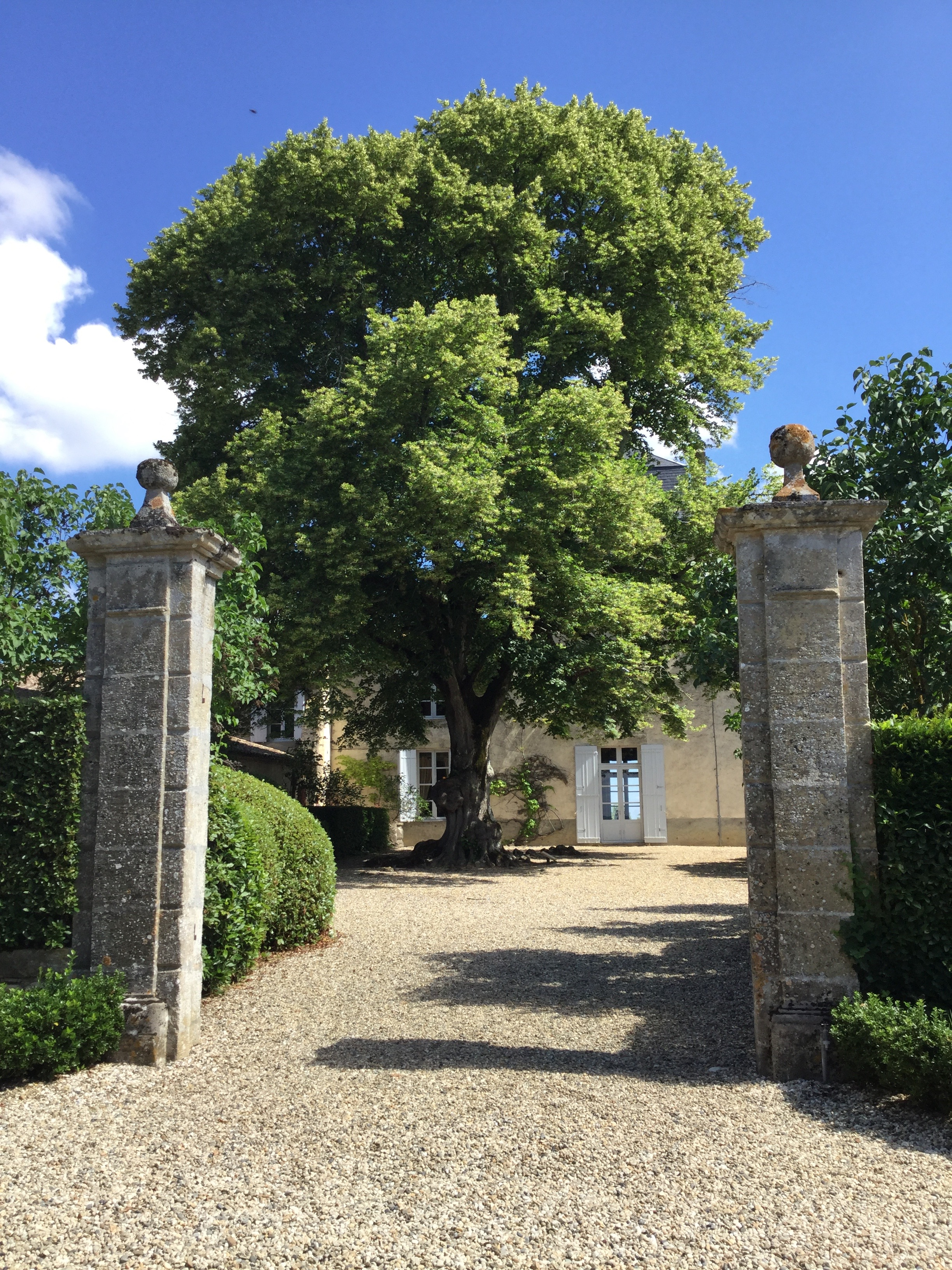
La cour intérieure au sud de la maison et le tilleul classé Arbre remarquable.

Le jardin et son allée de cyprès ont été inscrits au titre des monuments historiques par un arrêté du 1er août 1991. La propriété, quant à elle, a été classée par un arrêté du 12 décembre 1996 en raison du souvenir de l'écrivain et de plusieurs éléments bâtis tels que les chais, un puits, le pavillon et un pigeonnier. Ces arrêtés ont été remplacés par un classement le 1er février 2013 couvrant la totalité du domaine bâti et non bâti. En tant que maison d'écrivain, le domaine de Malagar a obtenu le label des Maisons des Illustres en 2011 et a rejoint le réseau des Maisons d'écrivain en Nouvelle-Aquitaine,. En 2018, le tilleul de la cour intérieure a été classé « Arbre remarquable ».
Les quatre enfants de l'auteur ont légué la demeure au Conseil régional d'Aquitaine en 1985. La région y a créé une association en 1986 afin d'en faire un lieu de l'action culturelle en Nouvelle-Aquitaine, à partir de l'héritage littéraire et culturel de l'académicien. Les missions du Centre François-Mauriac sont de conserver et d'animer le Domaine de Malagar. À ce titre, la région et le Centre François-Mauriac ont créé en 1985 un prix littéraire annuel, le prix François-Mauriac de la Région Nouvelle-Aquitaine ».       